# Erik Nordgren
Pour les articles homonymes, voir Nordgren.
Erik Nordgren est un compositeur suédois né le 13 février 1913 à Malmö (Suède), mort le 6 mars 1992 à Västerhaninge (Suède). Il est surtout connu pour ses musiques de films pour Ingmar Bergman.

## Filmographie
- 1945 : Brott och straff de Hampe Faustman
- 1947 : La Femme sans visage (Kvinna utan ansikte) de Gustaf Molander
- 1948 : Nu börjar livet de Gustaf Molander
- 1948 : Sensualité (Eva) de Gustaf Molander
- 1949 : La Fontaine d'Aréthuse (Törst) de Ingmar Bergman
- 1949 : Kärleken segrar de Gustaf Molander
- 1950 : Cela ne se produirait pas ici (Sånt händer inte här) de Ingmar Bergman
- 1951 : Indisk by (moyen métrage documentaire) de Arne Sucksdorff
- 1951 : Jeux d'été (Sommarlek) de Ingmar Bergman
- 1951 : Frånskild de Gustaf Molander
- 1952 : Trots de Gustaf Molander
- 1952 : L'Attente des femmes (Kvinnors väntan) de Ingmar Bergman
- 1953 : Un été avec Monika (Sommaren med Monika) de Ingmar Bergman
- 1953 : Dansa, min docka... de Martin Söderhjelm
- 1953 : I dimma dold de Lars-Eric Kjellgren
- 1953 : Glasberget de Gustaf Molander
- 1954 : Gabrielle de Hasse Ekman
- 1955 : Våld de Lars-Eric Kjellgren
- 1955 : Sourires d'une nuit d'été (Sommarnattens leende) de Ingmar Bergman
- 1956 : Egen ingång de Hasse Ekman
- 1956 : Le Dernier Couple qui court (Sista paret ut) de Alf Sjöberg
- 1957 : Le Septième Sceau (Sjunde inseglet, Det) de Ingmar Bergman
- 1957 : Les Fraises sauvages (Smultronstället) de Ingmar Bergman
- 1958 : Bock i örtagård de Gösta Folke
- 1958 : Lek på regnbågen de Lars-Eric Kjellgren
- 1958 : Le Visage (Ansiktet) de Ingmar Bergman
- 1959 : Face of Fire de Albert Band
- 1959 : Brott i paradiset de Lars-Eric Kjellgren
- 1960 : La Source (Jungfrukällan) de Ingmar Bergman
- 1960 : Kärlekens decimaler de Hasse Ekman
- 1960 : L'Œil du diable (Djävulens öga) de Ingmar Bergman
- 1960 : På en bänk i en park de Hasse Ekman
- 1961 : Two Living, One Dead de Anthony Asquith
- 1961 : À travers le miroir (Såsom i en spegel) de Ingmar Bergman
- 1961 : Le Jardin des plaisirs (Lustgården) de Alf Kjellin
- 1964 : Toutes ses femmes (För att inte tala om alla dessa kvinnor) de Ingmar Bergman
- 1964 : Klänningen de Vilgot Sjöman
- 1965 : 4 x 4 de Rolf Clemens, Palle Kjærulff-Schmidt, Maunu Kurkvaara, Klaus Rifbjerg et Jan Troell
- 1966] : Les Feux de la vie (Här har du ditt liv) de Jan Troell
- 1971 : Les Émigrants (Utvandrarna) de Jan Troell